# Mikojan-Gurevitj MiG-23
Mikojan-Gurevitj MiG-23, förkortat MiG-23, (ryska: Микоян Гуревич МиГ-23, МиГ-23. NATO-rapporteringsnamn: Flogger) är ett sovjetiskt överljudsjaktflygplan utvecklat under det kalla kriget.

## Historia
När USA började introducera en ny generations stridsflygplan i början av 1960-talet (F-4 Phantom och F-111) flög fortfarande Sovjetunionen relativt enkla jaktplan av typerna MiG-19 och MiG-21.
Ett beslut togs om att ett nytt tyngre jaktplan skulle utvecklas som ett svar på USA:s nya stridsflyg.
Det nya planet skulle vara större och kunna bära mer vapenlast för större slagkraft men även ha starkare motor för att kunna prestera i närkamper med andra jaktflygplan.
Den sovjetiska flygtillverkaren Mikojan-Gurevitj fick uppdraget att utveckla det nya planet och under 1960-talet visades ett flertal tänkta prototyper upp. Ett förslag var ett förstorat MiG-21 med nya motorer, detta gick dock ej hem i Moskva och förslaget röstades ner. Detta förslag kom dock att bli grunden till det kinesiska jaktplanet J-8.
Den slutgiltiga prototypen blev istället ett medelstort plan med en stor jetmotor och ställbara vingar. Tack vare dessa vingar fick planet även en kort startsträcka, något som hade varit ett problem med de tidigare MiG-planen.
Den första provflygningen utfördes i juni 1967 och full serieproduktion startades redan i december samma år. Produktionen fortlöpte till mitten av 1980-talet då mer än 5 000 flygplan hade tillverkats.

## Första generationen

### Flogger-A
- Je-231 var ett prototypplan som byggdes för att utvärdera ställbara vingar, den kom att utgöra grunden för både MiG-23/-27 och Suchoj Su-24. Prototypen saknade sågtandsformen på vingens framkant som fanns på alla efterföljande MiG-23/-27.
- MiG-23S var den första förproduktionsvarianten. 60 stycken exemplar byggdes mellan 1969 och 1970. Eftersom Sapfir-23-radarn drabbats av förseningar installerades S-21 vapenkontrollsystemet med en RP-22SM-radar som tidigare använts i MiG-21MF/bis. En dubbelpipig 23 mm GSj-23L automatkanon med ett magasin på 200 granater installerades under flygkroppen. MiG-23S hade en R-27F2-300 turbojetmotor med en maximal dragkraft på 98 kN. Denna variant kom endast att användas för utprovning och kom aldrig att tjänstgöra i reguljära förband.
- MiG-23SM var den andra förproduktionsvarianten som skilde sig radikalt på ett antal punkter från den första serien. Då Sapfir-23L-radarn var klar installerades den tillsammans med S-23 vapenkontrollsystemet vilket möjliggjorde användandet av radarjaktroboten Vympel R-23R. Vingen hade ökad vingyta, kraftigare sågtandsform på framkanten och svepningen på vingen ökades med 2,5°, vilket gav följande vinglägen på svepningen: 18,5°, 47,5° och 74,5°. Vidare flyttades fenan längre bak och en extra bränsletank lades till i bakkroppen. MiG-23SM hade en R-27F2M-300 turbojetmotor med en maximal dragkraft på 118 kN. Ungefär 80 exemplar byggdes, men radarn kom att dras med en del barnsjukdomar.

### Flogger-B

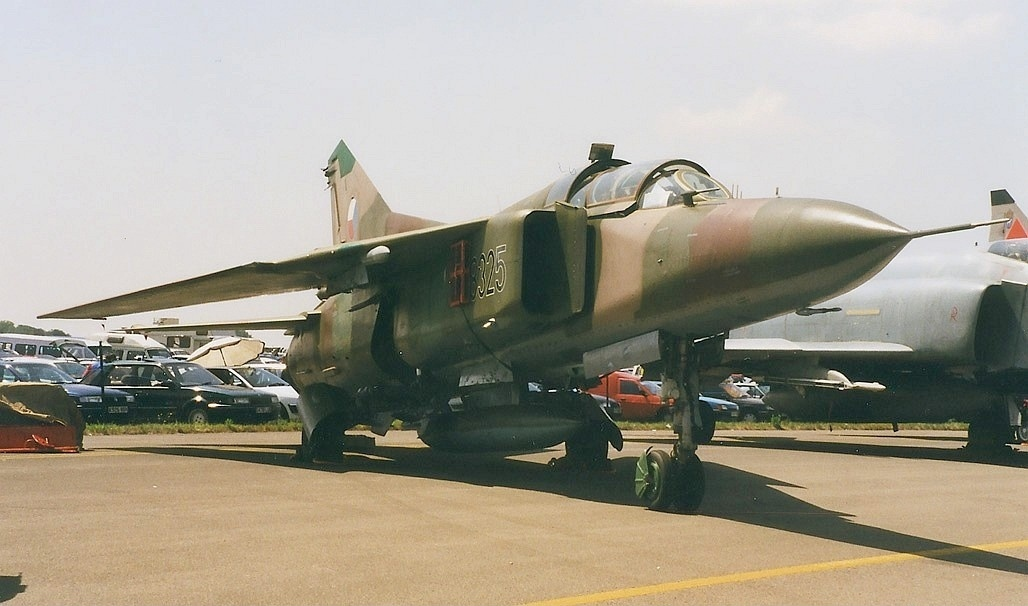
En tjeckoslovakisk MiG-23UB.

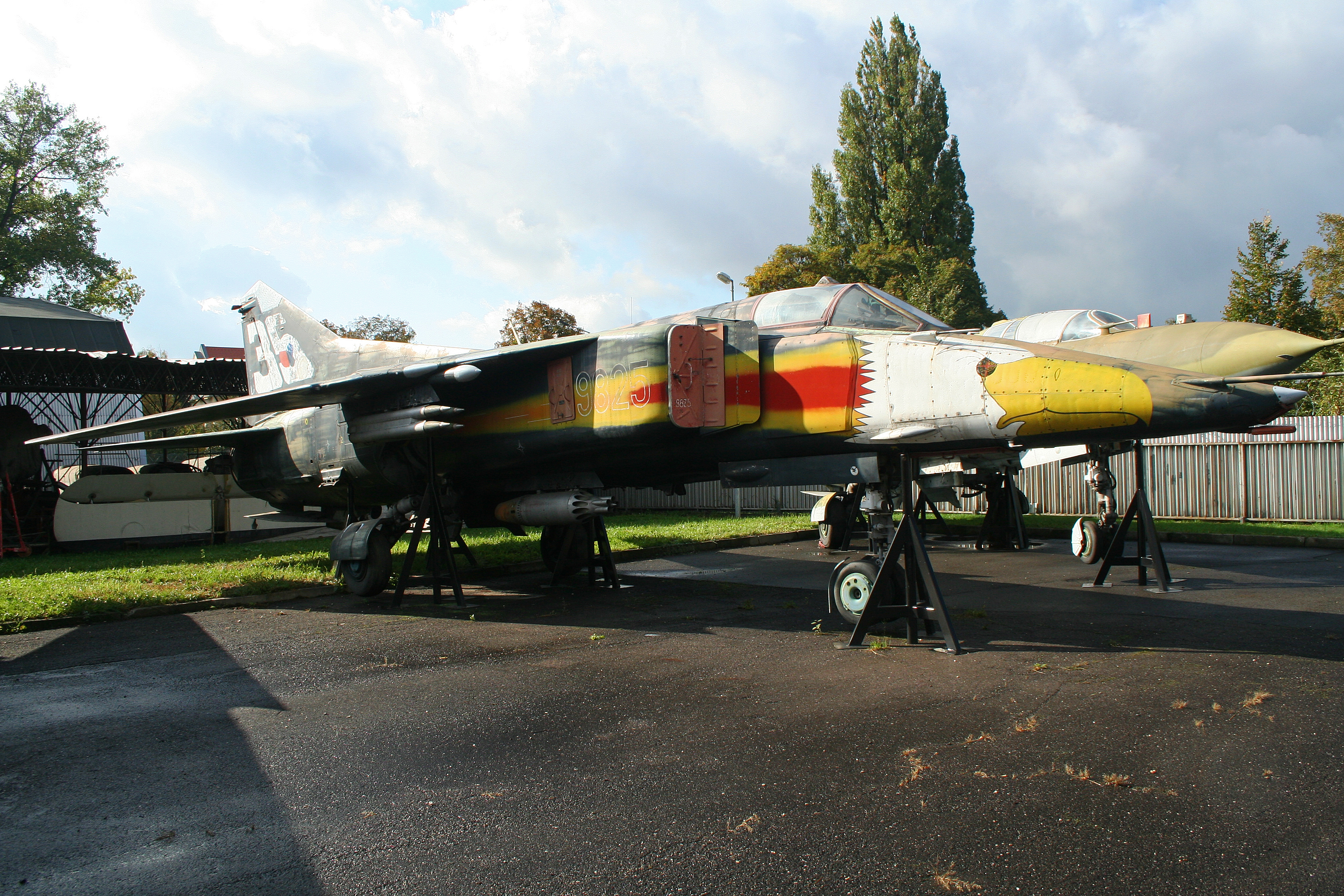
En tjeckoslovakisk MiG-23BN.

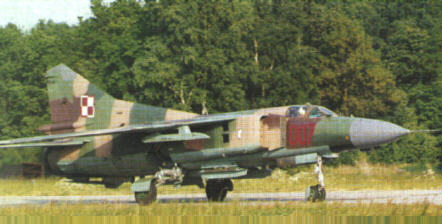
En polsk MiG-23MF.

- MiG-23M. Denna variant flög för första gången i juni 1972. Den var den första massproducerade varianten av MiG-23 och det första jaktplanet tillhörande VVS utrustat med en radar med look-down/shoot-down-egenskaper. Vingen modifierades ännu en gång och försågs med slats på framkanten. Motorn blev omdöpt till R-29-300 och fick en dragkraft på 122,5 kN. Först i denna variant fick MiG-23:an sin planerade sensorutrustning med en förbättrad Sapfir-23D-radar (Nato-namn High Lark), en TP-23 IR-sensor och ett ASP-23D kanonsikte. Radarn kunde upptäcka jaktplan på cirka 45 km på hög höjd.
- MiG-23MF ("Flogger-B"). Detta var en exportvariant av MiG-23M primärt avsedd för Warszawapaktsländer men kom även att exporteras till andra allierade länder som krävde lite högre teknisk standard än den rätt primitiva exportvarianten MiG-23MS. Planen som exporterades till WP-länder var i stort sett lika med MiG-23M men med mindre ändringar i IFF- och kommunikations-utrustning. Plan som exporterades utanför Europa främst till Mellanöstern, hade helt egna system för IFF, kommunikation och vanligtvis ingen datalänk installerad. Radarn saknade även en del motmedel mot radarstörning.

Det infraröda systemet kunde upptäcka mål av bombplans storlek på cirka 30 km på hög höjd, men betydligt kortare för jaktplan. Planet var utrustat med en Lasur-SMA datalänk för kommunikation med markkontrollen. Standardbeväpningen var två Vympel R-23 som fanns både med radar och IR-målsökare samt två Molnija R-60 korthållsrobotar. Från 1974 installerades dubbla vapenbalkar för R-60 så att totalt fyra kunde bäras. Senare installerades möjligheten att bära den radiokontrollerade markattack roboten Ch-23 Grom. Plan i sovjetisk tjänst var vanligtvis utrustade för att bära taktiska kärnvapen. Cirka 1 300 MiG-23 byggdes för sovjetiska flygvapnet VVS och sovjetiska luftförsvarsstyrkorna Vojska PVO mellan 1972 och 1978.

### Flogger-C
- MiG-23U.  Denna variant var ett tvåsitsigt skolplan. Den var baserad på MiG-23S men med en förlängd cockpit med plats för en andra besättningsman bakom piloten, för att kompensera tyngdpunktsförskjutningen på grund av cockpiten installerades en extra bränsletank i bakkroppen. Varianten hade ett S-21 vapenkontrollsystem men den tillhörande radarn monterades vanligtvis bort. Under produktionsperioden uppgraderades både vingen och motorn till MiG-23M standard. Produktionen började 1971 i Irkutsk och övergick senare till MiG-23UB-varianten.
- MiG-23UB. Denna variant var i stort sett lika med MiG-23U förutom att motorn hade bytts från den gamla Tumanskij R-27 till den kraftigare R-29. Första flygningen gjordes 10 april 1970 och produktionen fortsatte fram till 1985 främst då för exportmarknaden. Totalt byggdes 769 MiG-23UB inkluderat konverteringar från MiG-23U.

### Flogger-E
- MiG-23MP. Denna variant var i stort sett lika med MiG-23MS, men producerad i mycket mindre antal och aldrig exporterat. Skillnaden låg i en antenn som vanligtvis fanns på attackversioner för vilka den kan ha varit en prototyp.
- MiG-23MS. Detta var en exportvariant framtagen då MiG-23MF varianten ansågs för avancerad för att exportera till mindre utvecklade länder i tredje världen. Den var i stort sett likvärdig med MiG-23M förutom den elektroniska utrustningen, S-23 vapenkontrollsystemet var utbytt mot det enklare S-21 systemet med en RP-22SM radar (NATO-namn Jay Bird) och ingen IR-sensor. På grund av den begränsade radarn kunde denna variant inte bära några radarjaktrobotar med lång räckvidd utan var begränsad till jaktrobotar med IR-målsökare som R-3S (Nato-namn AA-2a Atoll) och R-60 (NATO-namn AA-8 Aphid) eller den enklare semiaktiva radarjaktroboten R-3R (NATO-namn AA-2d Atoll). Den övriga elektroniska utrustningen var även den tämligen begränsad i sin kapacitet. Varianten producerades mellan 1973 och 1978 och exporterades primärt till länder i Mellanöstern och Nordafrika.

## Andra generationen

### Flogger-G
- MiG-23P. Detta var en speciell luftförsvarsvariant utvecklad för PVO Strany. Den hade samma flygkropp och motor som MiG-23ML, men tvärare anslutning av fenan till flygkroppen än andra varianter av MiG-23. Avioniken var förbättrad för att möta kraven från PVO och deras typiska uppdragsprofil. Radarn var den förbättrade Sapfir-23P som kunde användas tillsammans med kanonsiktet för att öka möjligheten att skjuta ner lågflygande mål som till exempel kryssningsrobotar. Dock installerades ingen IR-sensor. Autopiloten var uppbyggd kring en ny digital dator som var sammankopplad med Lasur-M datalänken, detta möjliggjorde att stridsledningscentraler på marken kunde fjärrstyra planet mot målet och det enda piloten behövde göra var att kontrollera motorn samt avfyra vapnen. MiG-23P utgjorde huvuddelen av PVO:s numerär under 1980-talet. Omkring 500 flygplan av denna variant tillverkades mellan 1978 och 1981. Denna variant kom aldrig att exporteras och användes endast av PVO.
- MiG-23bis. Denna variant var i stort sett lika med MiG-23P förutom att IR-sensorn installerades och radarskärmen i cockpiten eliminerades, då all radar information kunde visas på den nya siktlinjesindikatorn.
- MiG-23ML. Då de tidigare varianterna av MiG-23 hade utvecklats hade man avsett att planet huvudsakligen skulle användas i anfall i hög fart med primärt jaktrobotar som vapen, men i faktisk användning såg man att planen ofta kom att användas i betydligt mer påfrestande närstrid. Plan av de tidigare varianterna hade börjat uppvisa sprickbildning i flygkroppen. Kritik hade också framförts angående planets manöveregenskaper. För att komma tillrätta med dessa brister omkonstruerades flygkroppen grundligt vilket resulterade i MiG-23ML varianten som hade en 1250 kg lägre tomvikt. Detta uppnåddes bland annat genom att ta bort en bränsletank i bakkroppen. Aerodynamiken förbättrades även den för att minska luftmotståndet. Bukfenan togs bort och landningsstället konstruerades om. Flygkroppen fick nu en största tillåtna lastfaktor på 8,5 G jämfört med de tidigare MiG-23M/MF varianterna. En ny motor R-35F-300 gav en dragkraft på 83 kN utan och 127,5 kN med efterbrännkammare. Sammantaget så gav dessa åtgärder betydande förbättringar i manöverbarhet och dragkraft till vikt förhållande. Avioniken förbättrades även den betydligt. S-23 vapenkontrollsystemet inkluderade Sapfir-23ML radarn och TP-23ML IR-sensorn. Den nya radarn hade bättre tillförlitlighet och en räckvidd på cirka 65 km för mål av jaktplansstorlek, 25 km räckvidd mot lågflygande mål. Navigationssystemet fick en ny autopilot, ny radio och datalänksystem installerades även. Den första prototypen flög 1976 och produktionen började 1978.
- MiG-23MLA. Denna variant var en förbättring av MiG-23ML varianten och var till det yttre helt lika, förbättringen låg främst i en ny radar med bättre motstånd mot störning inte bara från fientlig störning utan även störning mellan plan i den egna flyggruppen. En ny siktlinjesindikator ASP-17ML och möjligheten att bära den förbättrade Vympel R-24 jaktroboten infördes även. Mellan 1978 och 1982 byggdes omkring 1100 MiG-23ML/MLA för både VVS och export kunder. På samma sätt som med MiG-23MF fanns det två exportvarianter, en för Warszawapakts länder som var likvärdig med den sovjetiska varianten. Den andra hade en mindre kapabel radar och såldes till allierade i tredje världen.

### Flogger-K

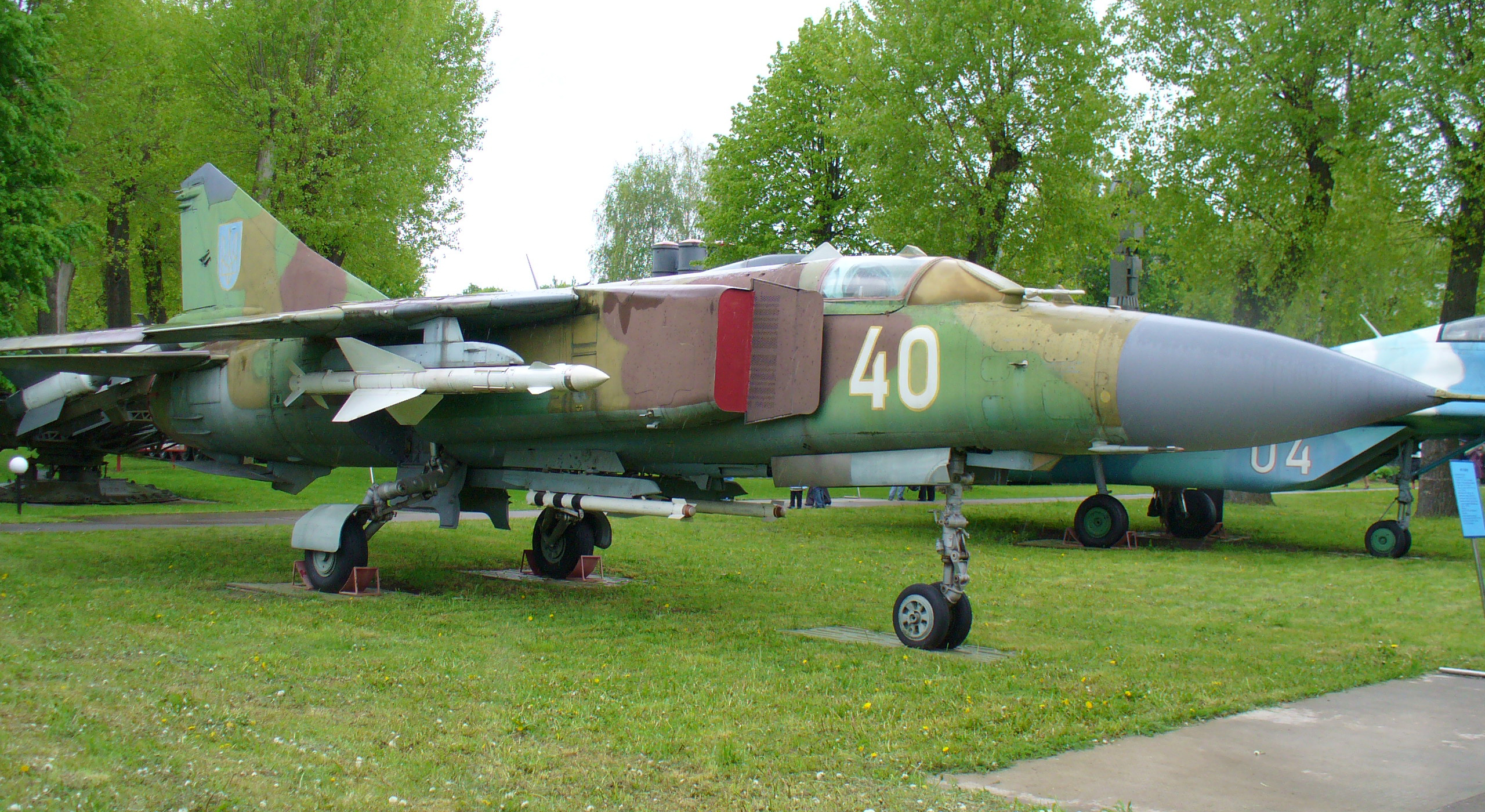
MiG-23MLD.

- MiG-23MLD. Denna variant var den slutgiltiga jaktplansvarianten av MiG-23. Den huvudsakliga förbättringen låg i manöverbarheten speciellt vid flyglägen med höga anfallsvinklar. Pitotbommen i nosen utrustades med virvelbildare och inner delen av framkanten på vingen fick en sågtandsform som skulle agera virvelbildare. Styrsystemet modifierades för att underlätta handhavandet och öka säkerheten vid flygning med höga anfallsvinklar. Förbättringar gjordes även på avioniken, Sapfir-23MLA-II radarn fick utökad prestanda mot lågflygande mål och vid närstrid. En ny SPO-15L radarvarnare installerades tillsammans med behållare för motmedelsfacklor och remsor. Möjligheten att bära den nya och effektiva Vympel R-73 korthållsjaktroboten med IR-målsökare. Inga nybyggda MiG-23MLD levererades till VVS då den nya och mer avancerade MiG-29 snart skulle börja produceras, istället byggdes MiG-23ML/MLA om till MLD-utförande. Cirka 560 plan uppgraderades mellan 1982 och 1985. Som tidigare varianter fanns det två olika export versioner till skillnad mot de Sovjetiska exemplaren var export planen nytillverkade men saknade de aerodynamiska uppgraderingarna. 16 plan levererades till Bulgarien och 50 till Syrien. Dessa var de sista jaktversionerna av MiG-23 som tillverkades och det sista exemplaret rullade av produktionslinjen i december 1984.

## Attackvarianter

### Flogger-D
- MiG-23BM. Detta var en uppgradering av MiG-23BK där PrNK-23M ersatte den gamla PrNK-23 och en digital dator ersatte den analoga. Introducerades i tjänst som MiG-27.

### Flogger-F
- MiG-23B. Behovet av ett nytt jaktattackplan hade blivit uppenbart under slutet av 1960-talet och MiG-23 ansågs lämplig för att konverteras. Den första prototypen inom projektet 32-34 flög för första gången den 20 augusti 1970. MiG-23B hade ett omkonstruerat nosparti men var i övrigt lik MiG-23S. Pilotens säte höjdes upp för att öka sikten ner mot marken och en vindruta i pansarglas monterades. Nosen var flatbottnad och sluttande. Varianten hade ingen radar utan istället ett Sokol-23 markattacksystem som bestod av en analog dator, en laseravståndsmätare och ett PBK-3 bombsikte. Navigationssystemet och autopiloten förbättrades för att öka träffsäkerheten vid bombning. Man behöll GSj-23L automatkanonen och ökade den maximala vapenlasten till 3 000 kg genom att förstärka vapenbalkarna. Genom att lägga till ett telekrigssystem och ett system för att fylla bränsletankarna med inert gas ökade överlevnadsmöjligheterna. Den första prototypen hade samma typ av vinge som MiG-23S medan efterföljande exemplar hade den större typ 2 vingen. Istället för någon av motorerna i R-29 familjen, monterades en AL-21F-3 turbofläktmotor med maximal dragkraft på 112,8 kN. Denna variant producerades dock i begränsad omfattning då huvuddelen av AL-21 motorerna behövdes till Sukhois produktion av Su-17 och Su-24, en ytterligare begränsning var att motorn inte var godkänd för export. Tre prototyper och 24 produktionsvarianter av MiG-23B producerades mellan 1971 och 1972.

### Flogger-H
- MiG-23BK. Detta var en exportvariant avsedd för Warszawapaktsländer och hade samma PrNK-23 navigations och attacksystem som sovjetiska varianter. Extra antenner för radarvarnaren monterades på luftintagen.
- MiG-23BN. Detta var den slutliga jaktattackversionen av MiG-23. Den var i stort sett lika med MiG-23B men hade samma R-29-300 motor som jaktversionerna av MiG-23, den hade även det sista utförandet av vingen. Det fanns andra mindre skillnader i elektronik och annan utrustning, mer ändringar införde under produktionens gång. Denna variant visade sig vara tämligen populär och effektiv framför allt på exportmarknaden. Som med tidigare versioner såldes en begränsad version till länder i tredje världen. Serieproduktion började 1973 och avslutades först 1985 med 624 plan byggda. De flesta exemplaren exporterades då VVS såg planet som en interimslösning och endast ett mindre antal tjänstgjorde i reguljära flygregementen. Den sista flygningen med MiG-23BN gjordes av den 221:a skvadronen ur det indiska flygvapnet den 6 mars 2009.

## Export
MiG-23 sålde bra till utlandet och i slutet av 1980-talet hade ett tjugotal länder planet i sina flygvapen.
Några av de större köparna utanför Sovjet var Irak, Libyen och Syrien.

## Idag
Ryssland pensionerade sina MiG-23 år 1997. I mars 2009 pensionerade Indien sina sista MiG-23BN. Den bättre varianten MiG-23MF pensionerades 2007. Den 12 februari 2016 sköts den sista Libyska MiG-23UB ner.
År 2021 har Angola, Etiopien, Kazakhstan, Kongo-Kinshasa, Kuba, Libyen, Nordkorea, Sudan, Syrien och Zimbabwe MiG-23:or i tjänst.